# Cementos Molins
Die Cementos Molins, S.A. ist ein spanischer Konzern, der hauptsächlich als Zementhersteller tätig ist.

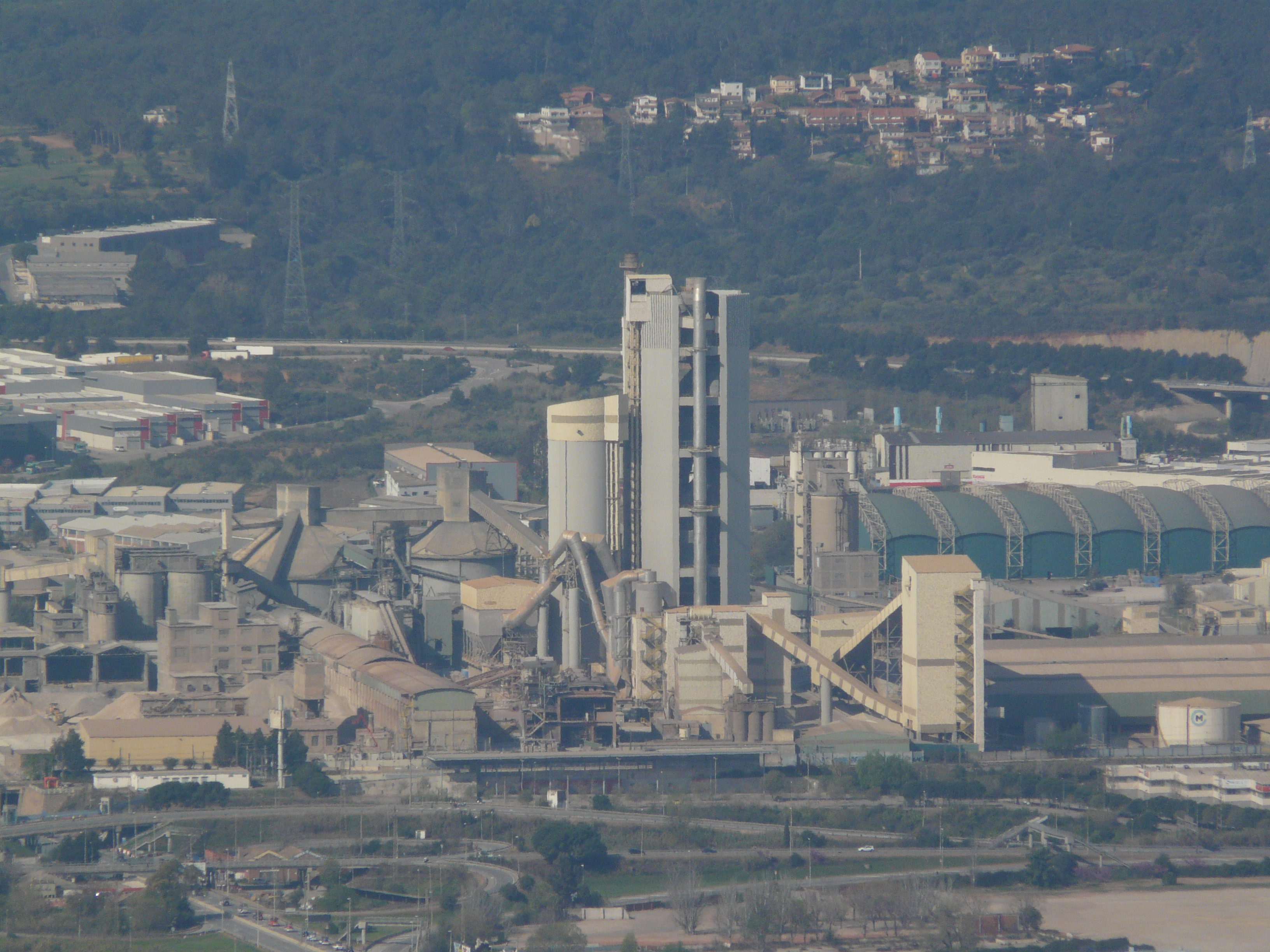
Standort in Spanien

Der Konzern hat 162 Produktionsstandorte. In 12 Ländern (Spanien, Mexiko, Argentinien, Uruguay, Bolivien, Kolumbien, Deutschland, Kroatien, Türkei, Tunesien, Bangladesch and Indien) hat Cementos Molins folgende Tochterunternehmen und Beteiligungen (Auswahl):
- Cementos Molins Industrial
- Corporación Moctezuma
- Cementos Avellaneda
- Cementos Artigas

Die Mannheimer Calucem GmbH vertreibt Zement und Zementprodukte. Der Name stammt von Calcium Aluminate Cements (deutsch Tonerdezement).